# دينيس كيرنز
دينيس كيرنز هو لاعب هوكي الجليد كندي، ولد في 27 سبتمبر 1945 في كينغستون في كندا.

## وصلات خارجية
- دينيس كيرنز على موقع دوري الهوكي الوطني (الإنجليزية)
- دينيس كيرنز على موقع قاعة مشاهير الهوكي (لاعب أن.إتش.أل) (الإنجليزية)
- دينيس كيرنز على موقع EliteProspects.com (الإنجليزية)
- دينيس كيرنز على موقع HockeyDB.com (الإنجليزية)
- دينيس كيرنز على موقع Hockey-Reference.com (الإنجليزية)